# 神恋-カミコイ-
『神恋-カミコイ-』（かみこい）は、忍による日本の漫画作品。スクウェア・エニックスの『月刊ガンガンJOKER』とウェブコミック配信サイト『ガンガンONLINE』（毎月第3週更新）にて連載された。

## あらすじ
ゲーム以外はさえない人生を送っていた少年・蝉原 三矢のもとへ、一人の美女が現れる。
彼女はミストヒルドというワルキューレで、三矢をヴァルハラ、すなわちあの世へ導こうとして戸惑わせる。

## 登場人物
蝉原 三矢（せみはら みつや）
本作の主人公である寺の子息。家の事情で坊主頭にされ、髪型ゆえに異性に人気がないと考えている。格闘ゲームが好きで、腕前に自信がある。
ミストヒルド
三矢の魂をヴァルハラへ導くべく現れたワルキューレ。最終的には蝉原家に居候することにした。

## 書誌情報
- 忍 『神恋-カミコイ-』、スクウェア・エニックス〈ガンガンコミックスJOKER〉、全2巻
  1. 2015年10月22日発売[1]、ISBN 978-4-7575-4766-7
  2. 2016年6月22日発売[2]、ISBN 978-4-7575-5019-3